# Альбису Кампос, Педро
Педро Альби́су Ка́мпос (исп. Pedro Albizu Campos; 12 сентября 1891, Понсе, Пуэрто-Рико — 21 апреля 1965, Сан-Хуан, Пуэрто-Рико) — пуэрто-риканский адвокат и политический лидер, ведущая фигура в движении за независимость Пуэрто-Рико.

## Биография

### Учёба и ранние годы
Одарённый к изучению языков, он говорил на шести из них. Получил стипендию на обучение химии и инженерному делу в Университет Вермонта, откуда в 1913 году перевёлся в Гарвардский университет, однако его обучение было прервано Первой мировой войной, когда он добровольцем записался в армию США.
Активно участвовал в студенческом движении во время учёбы на юридическом факультете Гарварда, который окончил в 1921 году с самым высоким средним баллом на курсе, что дало ему право выступить с речью на прощальной церемонии. Тем не менее, из-за расовых предрассудков профессуры к его смешанному происхождению те отложили два выпускных экзамена, чтобы не дать Альбису Кампосу закончить учёбу вовремя. В университете он также познакомился со своей будущей женой, перуанским биохимиком Лаурой Менесес, и был вовлечён в ирландскую борьбу за независимость.

### Лидер национально-освободительного движения

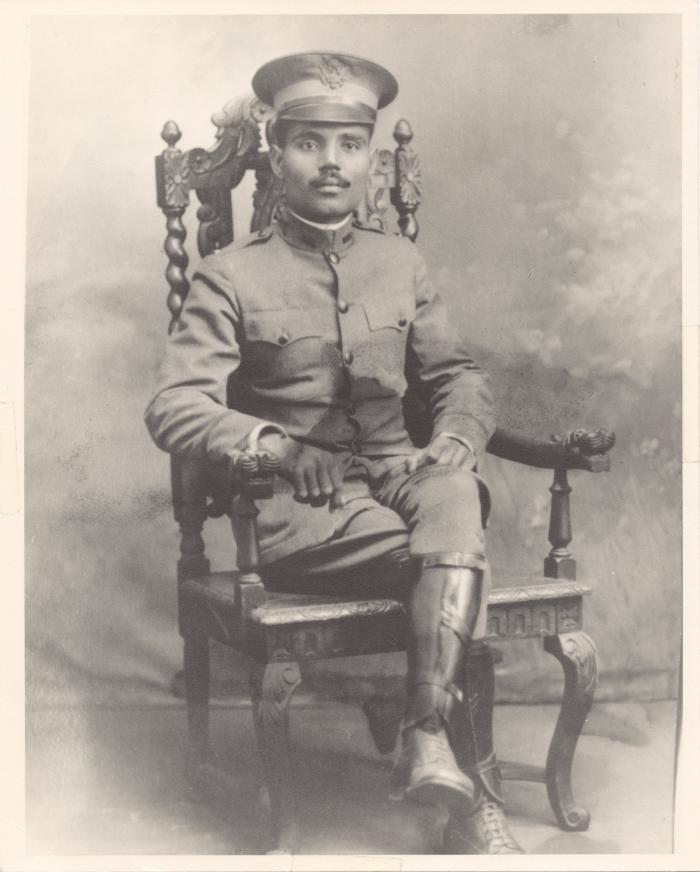
Лейтенант армии США Альбису Кампос

По возвращении на родину Альбису Кампос в 1924 году вступил в Националистическую партию Пуэрто-Рико, возглавившую борьбу страны за независимость от США, и стал заместителем председателя, а с 11 мая 1930 года и до своей смерти в 1965 году — председателем партии. Из-за своего ораторского мастерства был прозван El Maestro (Учитель). В 1927 году совершил турне по латиноамериканским и карибским странам (Санто-Доминго, Гаити, Куба, Панама, Перу, Венесуэла) с целью добиться поддержки дела пуэрто-риканской независимости.
В 1932 году он заполучил и предал огласке, разослав в Лигу Наций, Панамериканский союз, Американский союз защиты гражданских свобод и Ватикан, письмо сотрудника «Рокфеллеровского института медицинских исследований» Корнелиуса Роудса (en:Cornelius P. Rhoads), проводившего в Пуэрто-Рико на деньги Института Рокфеллера эксперименты над людьми. В тексте пресловутой записки Роудса говорилось: «Пуэрториканцы — это несомненно грязнейшая, ленивейшая, наиболее дегенеративная и вороватая раса людей, которая только населяла этот мир. Становится дурно уже от того, что населяешь один с ними остров. Они даже ниже итальянцев. Остров нуждается не в системе общественного здравоохранения, а в приливной волне, которая полностью уничтожила бы население. Затем на нём вполне можно было бы жить. Я сделал лучшее на что был способен для дальнейшего их уничтожения, убив восьмерых и трансплантировав рак ещё нескольким… Все врачи получали удовольствие от мучений жертв неудачных экспериментов». Несмотря на это признание в преднамеренном заражении пуэрто-риканских пациентов раковыми клетками (в общей сложности погибло 13 человек), в США не дали ходу последовавшему скандалу — после расследований было объявлено об отсутствии доказательств.
К середине 1930-х годов Альбису Кампос стал признанным лидером освободительного движения, организовал ряд выступлений против американской администрации на острове. В 1933 году он возглавил забастовку против железнодорожной и энергетической компаний-монополистов Пуэрто-Рико, а в следующем году представлял работников тростниковых плантаций в суде против сахарной индустрии США.
Террор против национально-освободительного движения — бойни наподобие устроенных американской полицией при подавлении волнений в Университете Пуэрто-Рико в 1935 году (бойня Рио-Пьедрас) или расстрел двух десятков мирных протестующих в Понсе в 1937 году — побудил Альбису Кампоса объявить о прекращении участия Националистической партии в избирательной политике, пока сохраняется колониальное господство США.

### Арест и первое заключение

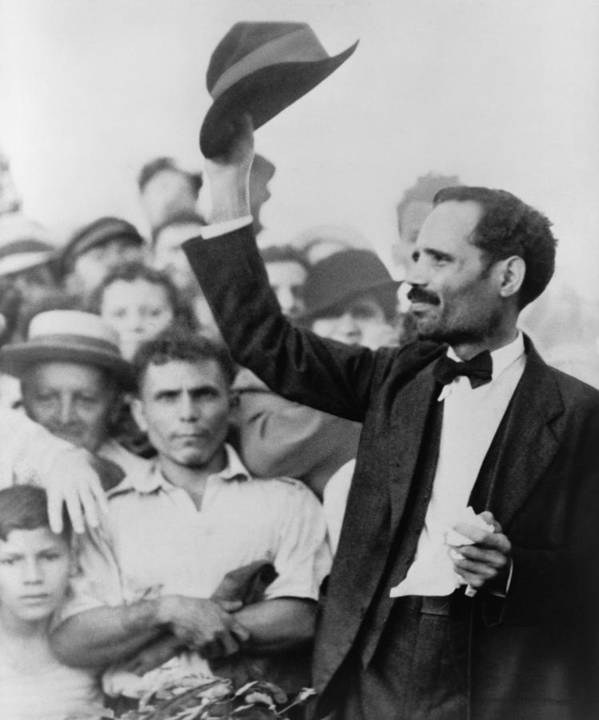
Педро Альбису Кампос в 1936 году

В 1936 годе двое членов молодёжной организации националистов «Кадеты Республики» Хирам Росада и Элиас Бошан убили полковника Риггса, ответственного за расстрел в университете. После ареста они были без суда убиты в штаб-квартире полиции в Сан-Хуан, а Альбису Кампос, Хуан Антонио Корретхер, Клементе Сото Велес и ещё несколько националистических лидеров, объявленных руководителями (несуществующей) «Освободительной армии Пуэрто-Рико» — осуждены по обвинению в руководстве «подрывной организацией» с целью «свержения американского правительства». Хотя судья сомневался в адекватности вердикта, оба суда присяжных подтвердили решение, и Альбису Кампос с соратниками были отправлены в федеральную тюрьму в Атланте, подорвавшую его здоровье — почти четыре года он провёл интернированным в госпитале. Левый конгрессмен США Вито Маркантонио назвал процесс «одной из мрачнейших страниц в истории американской юриспруденции»
В 1947 году, по освобождении из тюрьмы, Альбису Кампос вновь включился в активную борьбу за независимость страны и на этот раз действительно готовил вооружённое сопротивление, чтобы добиться от США по крайней мере предоставления Пуэрто-Рико статуса содружества. После принятия в 1948 году Сенатом Пуэрто-Рико (все представители которого, кроме одного, принадлежали к Народно-демократической партии) дискриминационного закона против националистического движения Альбису Кампос планировал и призывал к вооружённым восстаниям.

### Восстания 1950 года и второе заключение
31 октября 1950 года в ряде городов острова, начиная со столицы Сан-Хуана, поднялось восстание под лозунгами прекращения колониального господства США и создания независимого государства, а 1 ноября двое пуэрто-риканских националистов предприняли попытку покушения на президента США Гарри Трумэна. Хотя одна группа повстанцев, которых возглавляла Бланка Каналес, сумела три дня удерживать городок Хаюя, восстание было быстро разгромлено, а его руководители и вдохновители, включая Альбису Кампоса (чей парикмахер Видаль Сантьяго Диас в одиночку три часа отстреливался от полицейских и нацгвардейцев, получил пять пулевых ранений, но выжил) — арестованы и преданы суду. Всего на острове за несколько дней были задержаны порядка 3 тысяч сторонников независимости. Несмотря на неудачные попытки распространить восстание на весь остров, они катализировали принятия на референдуме и ратификации в Конгрессе США Конституции Пуэрто-Рико (1952 г.).
В 1950 году Альбису Кампос был приговорён к 80-летнему тюремному заключению и каторжным работам. Учитывая пошатнувшееся здоровье заключённого, губернатор Пуэрто-Рико Луис Муньос Марин помиловал его в 1953 году, однако уже в следующем году отозвал своё решение после атаки на вашингтонский Капитолий, когда в день открытия в Каракасе межамериканской конференции, четверо пуэрто-риканских рабочих (Рафаэль Кансель Миранда, Андрес Фигероа Кордеро, Ирвинг Флорес Родригес) во главе с Лолитой Леброн развернули в Палате представителей США знамя Пуэрто-Рико и открыли стрельбу, ранив пятерых конгрессменов, намереваясь таким образом привлечь внимание мировой общественности к борьбе за независимость своей родины. В суде четверых молодых националистов и Альбису Кампоса защищала американка Рут Мэри Рейнольдс, поддерживавшая самоопределение острова, и Американская лига за независимость Пуэрто-Рико.
Альбису Кампос умер в 1965 году вскоре после достигнутого в конце 1964 года под давлением пуэрто-риканской и мировой общественности помилования и освобождения из федеральной тюрьмы, через некоторое время после перенесённого там инсульта. В общей сложности за борьбу с господством Соединённых Штатов в Пуэрто-Рико он был заключён в тюрьму на 26 лет. Существуют дискуссии вокруг его лечения в заключении — сам Альбису Кампос утверждал, что его подвергают радиационному облучению, а тюремщики издевательски прозвали его El Rey de las Toallas — «королём полотенец», которыми он обматывал голову, чтобы уменьшить воздействие радиации. Официально заявлялось, что заключённый пуэрто-риканский политик повредился рассудком, однако другие узники, включая поэта Франсиско Матоса Паоли, тоже сообщали, что страдают от эффектов радиации.